# Prasinocyma stictimargo
Prasinocyma stictimargo är en fjärilsart som beskrevs av W. Warren 1902. Prasinocyma stictimargo ingår i släktet Prasinocyma och familjen mätare. Inga underarter finns listade i Catalogue of Life.